# Armada do Chile
A Marinha do Chile (em espanhol: Armada de Chile) é uma das instituições que compõem as forças armadas do Chile. A sua principal missão consiste em participar da segurança externa e da defesa militar do país, que realiza ações em tempos de paz e de guerra.
Em tempos de paz, entre outras atividades, contribui para o desenvolvimento do poder marítimo do país para o qual fornece uma navegação segura, monitora o território marítimo nacional e apóia a comunicação por mar com as áreas remotas.
Em tempos de guerra, deve desenvolver operações para que o Chile possa fazer uso livre do mar como um meio de comunicação e deve recusar tal uso para o inimigo. Deve apoiar o esforço de guerra dos outros ramos das forças armadas, com o seu efetivo de 25.000 militares, além de seus 3.000 soldados da infantaria naval.
Suas bases operacionais estão localizadas em Iquique, Valparaíso, Talcahuano, Puerto Montt e Punta Arenas.
Um navio da Marinha Chilena, o encouraçado Almirante Cochrane, foi testemunha também da queda da Monarquia Parlamentar Brasileira em 15 de novembro de 1889. Ele entrou na baía de Guanabara no dia 11 de outubro daquele ano. Os oficiais e marinheiros presenciaram os conflitos entre o exército e o governo imperial. No dia 9 de novembro de 1889, foi realizado o Baile da Ilha Fiscal, o último grande evento social da monarquia. Onde receberam homenagens dos republicanos após o golpe de estado.

## Inventario
| Classe                   | Função                        | Quantidade | Deslocamento                             | Ref        |
| Submarinos               | Submarinos                    | Submarinos | Submarinos                               | Submarinos |
| ------------------------ | ----------------------------- | ---------- | ---------------------------------------- | ---------- |
| Classe Scorpène          | Submarino de Ataque           | 2          | 1.564 t superfície/ 1.711 t submersas    |            |
| Classe Thomson           | Submarino de Ataque           | 2          | 1.260 t superfície/ 1.390 t submersas    |            |
| Navio de assalto anfíbio |                               |            |                                          |            |
| Classe Foudre            | Navio de desembarque de doca  | 1          | 12.000 t                                 |            |
| Classe Batral            | Landing Ship Tank             | 2          | 1.409 t                                  |            |
| Classe Orompelo          | Lanchas de desembarque médias | 1          | 780 t                                    |            |
| Aquiles                  | Navio de Transporte de tropas | 1          | 4.760 t                                  |            |
| Navio de Reabastecimento |                               |            |                                          |            |
| Classe Henry J. Kaiser   | Navio de Reabastecimento      | 1          | 42.000 t                                 |            |
| Araucano                 | Navio de Reabastecimento      | 1          | 26.000                                   |            |
| Fragatas                 |                               |            |                                          |            |
| Type 22                  | Fragata Multiproposito        | 1          | 4.900 t                                  |            |
| Classe Adelaide          | Fragata antiaérea             | 2          | 4.267 t                                  |            |
| Type 23                  | Fragata anti-submarino        | 3          | 4.200 t                                  |            |
| Classe Karel Doorman     | Fragata Multiproposito        | 2          | 3.340 t                                  |            |
| Barco de mísseis         |                               |            |                                          |            |
| Classe Sa'ar 4           | Barco de mísseis              | 3          | 450 t                                    |            |
| Navios de Patrulha       |                               |            |                                          |            |
| Classe OPV-80            | Navio de Patrulha Oceânica    | 4          | 1.728 t a 1.810 t (variável por unidade) |            |
| Classe Taitao            | Navio de Patrulha Oceânica    | 4          | 510 t a 533 t (variável por unidade)     |            |
| Classe Protector         | Navio de Patrulha Oceânica    | 15         | 110 t a 125 t (variável por unidade)     |            |
| Ona                      | Navio de Patrulha Oceânica    | 1          | 110 t                                    |            |
| Alacalufe                | Navio de Patrulha Oceânica    | 1          | 110 t                                    |            |
| Hallef                   | Navio de Patrulha Oceânica    | 1          | 107 t                                    |            |
| Classe Dabur             | Navio de Patrulha Oceânica    | 4          | 40 t                                     |            |
| Classe Pelluhue          | Navio de Patrulha Oceânica    | 4          | 17.5 t                                   |            |
| Navio-museu              |                               |            |                                          |            |
| Huáscar (monitor)        | Navio-museu                   | 1          | 1.180 t                                  |            |

## Galeria

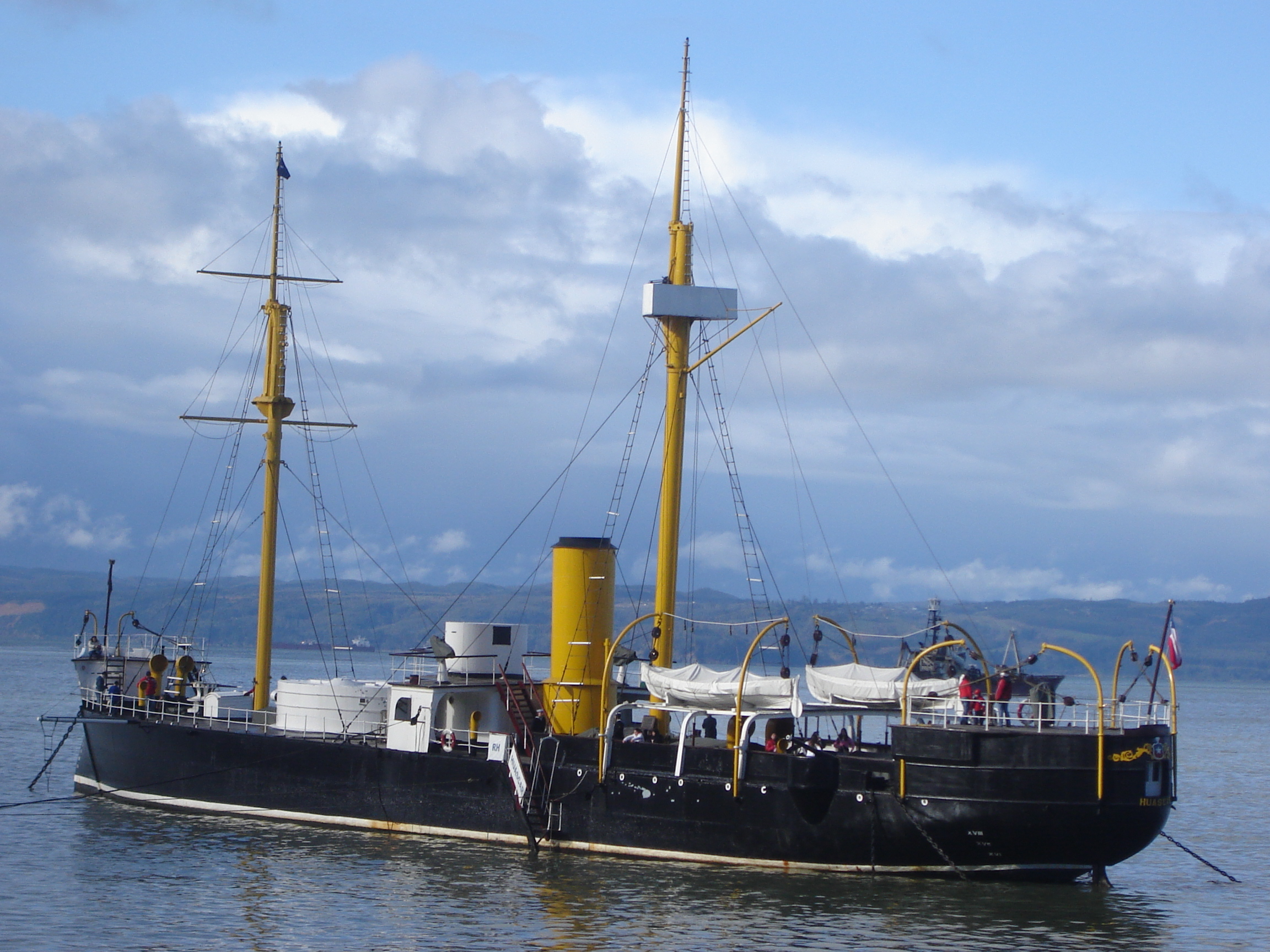
Monitor Huáscar em Talcahuano
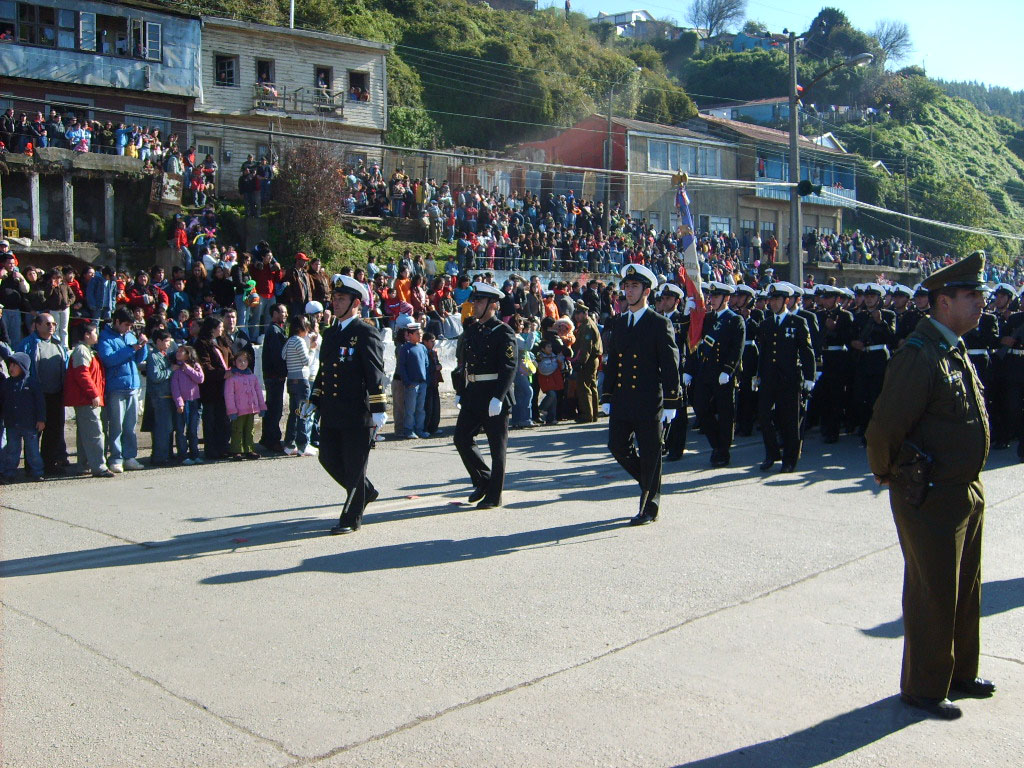
Desfile da Infantaria Marina em Talcahuano
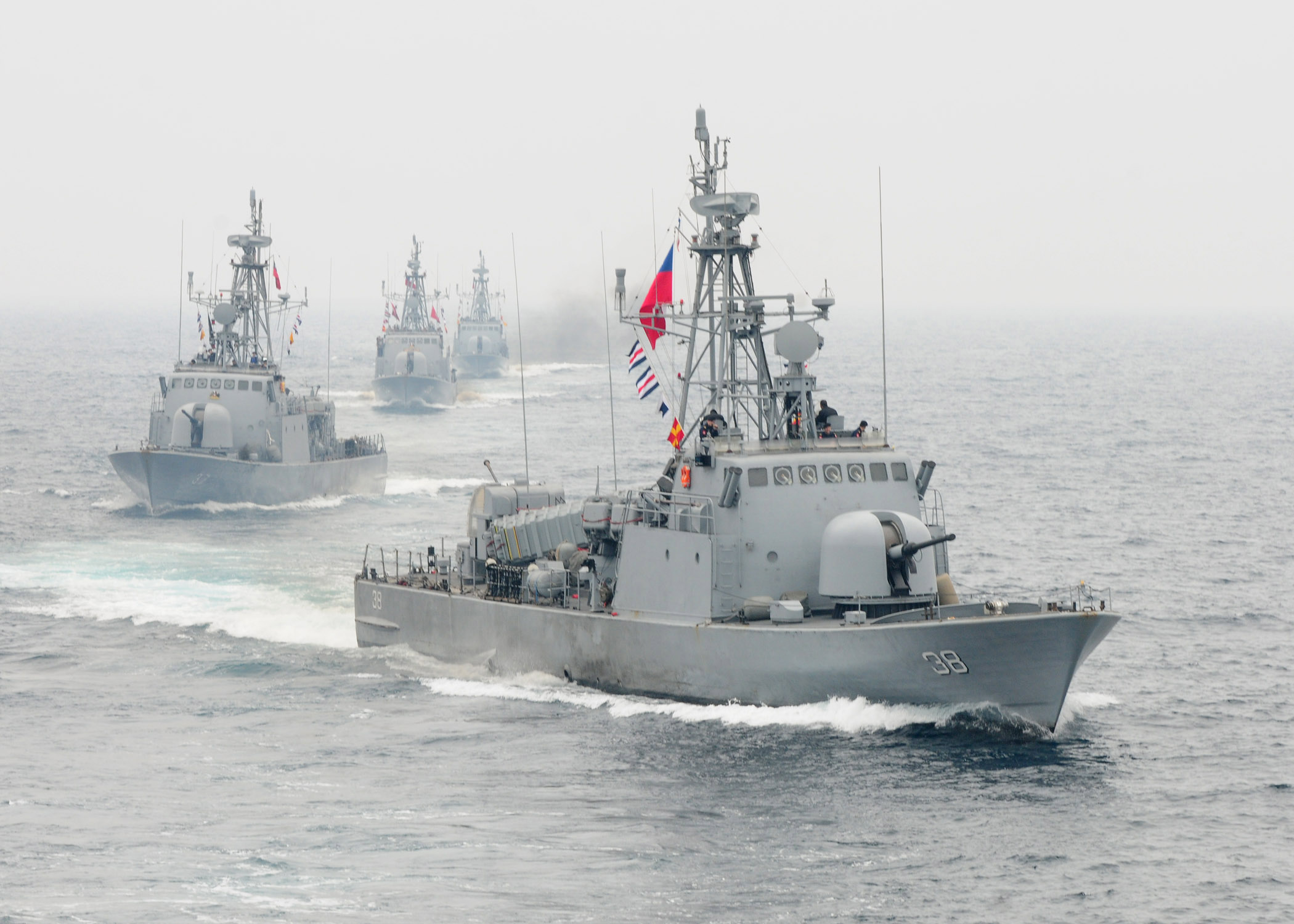
Navios leves de ataque chilenos.
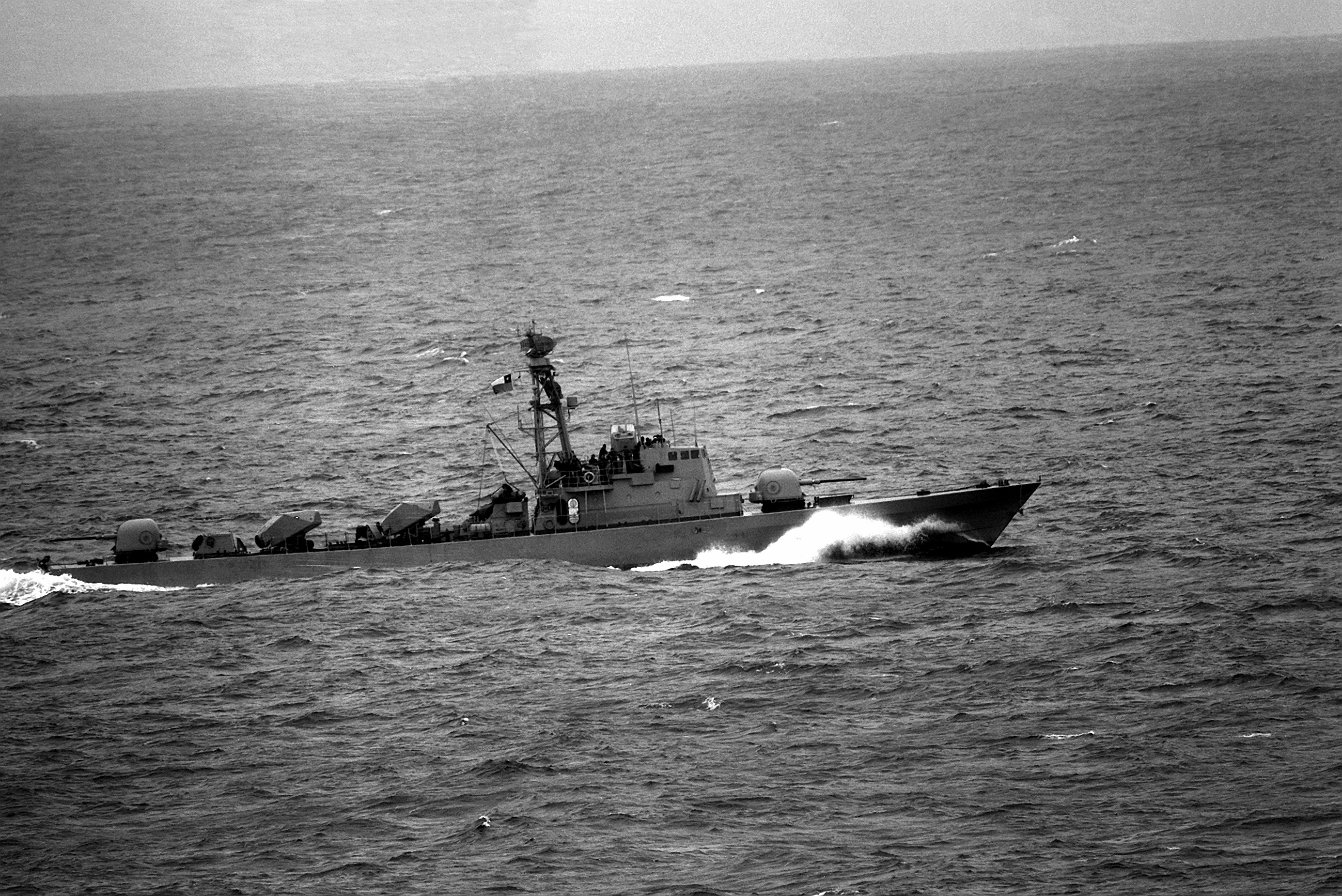
Uma fragata chilena.